# Cephalanthera mayeri
Cephalanthera mayeri là một loài thực vật có hoa trong họ Lan. Loài này được (E.Mayer & Zimmerm.) A.Camus mô tả khoa học đầu tiên năm 1929.